# Sân bay Ulaangom
Sân bay Ulaangom (IATA: ULO, ICAO: ZMUG) là một sân bay nằm cách 1.5 km về phía đông nam của Ulaangom, một thành phố thuộc tỉnh Uvs tại Mông Cổ. Sân bay phục vụ 14.669 lượt hành khách vào năm 2001. Việc xây dựng sân bay mới với một đường băng được lát đá bắt đầu vào tháng 2 năm 2007.

## Hãng hàng không
| Hãng hàng không | Các điểm đến |
| --------------- | ------------ |
| Aero Mongolia   | Ulan Batar   |
| Eznis Airways   | Ulan Batar   |